# Moussa Wagué
Moussa Wagué (* 4. Oktober 1998 in Bignona) ist ein senegalesischer Fußballspieler, der beim HNK Gorica unter Vertrag steht.

## Karriere

### Verein
In der Jugend wurde Moussa Wagué in der katarischen Aspire Academy, einer Sport-Akademie für die größten Sporttalente, ausgebildet. 2016 wechselte er in die Jugendmannschaft des belgischen Erstligisten KAS Eupen. Während der Saison 2016/17 schaffte er den Sprung in den Kader der ersten Mannschaft, für die er bei der 0:1-Niederlage gegen den KRC Genk am 21. Januar 2017 sein Debüt gab. Zur Saison 2018/19 wechselte Wagué für 5 Millionen Euro in die zweite Mannschaft des FC Barcelona, die in der drittklassigen Segunda División B spielte. Seine in Spanien obligatorische Ausstiegsklausel wurde auf 100 Millionen Euro festgelegt. Nach 17 Einsätzen (zwei Tore) in der Segunda División B debütierte Wagué am 13. April 2019 bei einem 0:0 gegen die SD Huesca unter Ernesto Valverde in der Primera División. Zur Saison 2019/20 wurde Wagué fest in den Kader der ersten Mannschaft aufgenommen. Nach einem Ligaeinsatz wechselte er Ende Januar 2020 bis zum Saisonende auf Leihbasis zum französischen Erstligisten OGC Nizza. Anschließend bestand eine Kaufoption in Höhe von 10 Millionen Euro, die sich durch Bonuszahlungen um 500.000 Euro hätte erhöhen können. Für diesen Fall hatte der FC Barcelona bis zum 30. Juni 2021 eine Rückkaufoption in Höhe von 15 Millionen Euro. Bis zum Saisonabbruch im März aufgrund der COVID-19-Pandemie kam Wagué 5-mal (2-mal von Beginn) in der Ligue 1 zum Einsatz. Zur Sommervorbereitung 2020 kehrte Wagué zunächst zum FC Barcelona zurück. Mitte September 2020 wechselte er bis zum Ende der Saison 2020/21 auf Leihbasis zum griechischen Erstligisten PAOK Thessaloniki. Bei seinem siebten Ligaeinsatz im Dezember 2020 stieß der 22-Jährige bei einer Rettungsaktion auf der Linie mit dem Torpfosten zusammen und verdrehte sich dabei das rechte Knie. Er zog sich dabei einen Riss beider Kreuzbänder sowie eine Patellarsehnenruptur zu. Nach der anschließenden Operation rechnete der FC Barcelona zunächst mit einer Ausfallzeit von ungefähr 9 Monaten; die Reha absolviert Wagué in Barcelona und die Leihe wurde daraufhin im Dezember 2020 beendet. Aufgrund der Verletzung konnte Wagué letztendlich bis zum Saisonende und in der Saison 2021/22 kein Spiel absolvieren.
Zur Saison 2022/23 wechselte Wagué zum kroatischen Erstligisten HNK Gorica, bei dem er einen Einjahresvertrag unterschrieb. Der FC Barcelona sicherte sich eine Weiterverkaufbeteiligung.

### Nationalmannschaft
Wagué durchlief die U20-Nationalmannschaft des Senegal, mit der er 2015 bei der U-20-Weltmeisterschaft den vierten Platz belegte. Sein Debüt für die A-Nationalmannschaft gab er am 23. März 2017 bei einem Freundschaftsspiel Nigeria, welches mit einem 1:1-Unentschieden endete. Für die Weltmeisterschaft 2018 wurde Wagué in das Aufgebot des Senegal aufgenommen. Im zweiten Gruppenspiel, dem 2:2 gegen Japan, erzielte er sein erstes Länderspieltor zur zwischenzeitlichen 2:1-Führung. Mit 19 Jahren und 236 Tagen avancierte der talentierte Außenverteidiger zeitgleich zum jüngsten afrikanischen Torschützen bei einer Fußball-Weltmeisterschaft.

## Erfolge
- Spanischer Meister: 2019